# Aszparuh Nikodimov
Aszparuh Donev Nikodimov (bolgárul: Аспарух Дoнeв Никодимов, Szófia, 1945. augusztus 21. –) bolgár válogatott labdarúgó, edző.
A bolgár válogatott tagjaként részt vett az az 1968. évi nyári olimpiai játékokon, illetve az 1970-es és az 1974-es világbajnokságon.

## Sikerei, díjai

### Játékosként
Bulgária
- Olimpiai ezüstérmes (1): 1968

Szeptemvri Szofija
- Bolgár kupa (1): 1959–60

CSZKA Szofija
- Bolgár bajnok (6): 1965–66, 1968–69, 1970–71, 1971–72, 1972–73, 1974–75
- Bolgár kupa (5): 1964-65, 1968–69, 1971–72, 1972–73, 1973–74

### Edzőként
CSZKA Szofija
- Bolgár bajnok (5): 1979–80, 1980–81, 1981–82, 1982–83, 1991–92
- Bolgár kupa (1): 1982–83